# 산테지디오알라비브라타
산테지디오알라비브라타(이탈리아어: Sant'Egidio alla Vibrata)는 이탈리아 아브루초주 테라모도에 위치한 코무네다.